# Jamboree mondial de 1947
Le jamboree mondial de 1947, connu sous le nom de jamboree de la paix, est un jamboree scout qui s'est tenu du 9 au 20 août 1947 à Moisson (Yvelines, France) et qui a rassemblé des dizaines de milliers de scouts venus de tous les pays de la planète, deux années seulement après la fin de la Seconde Guerre mondiale.

## Le jamboree de la paix
Du fait de la guerre, les organisateurs de ce premier jamboree depuis 1937 ont voulu en faire un symbole du retour à la paix, conformément aux idéaux scouts de paix et de fraternité ; c'est ainsi que des scouts de 70 nations y furent représentés, des scouts français aussi bien qu'allemands ou autrichiens s'y côtoyèrent. 

## Présentation

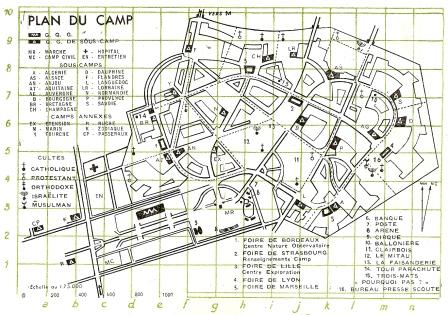
Plan détaillé

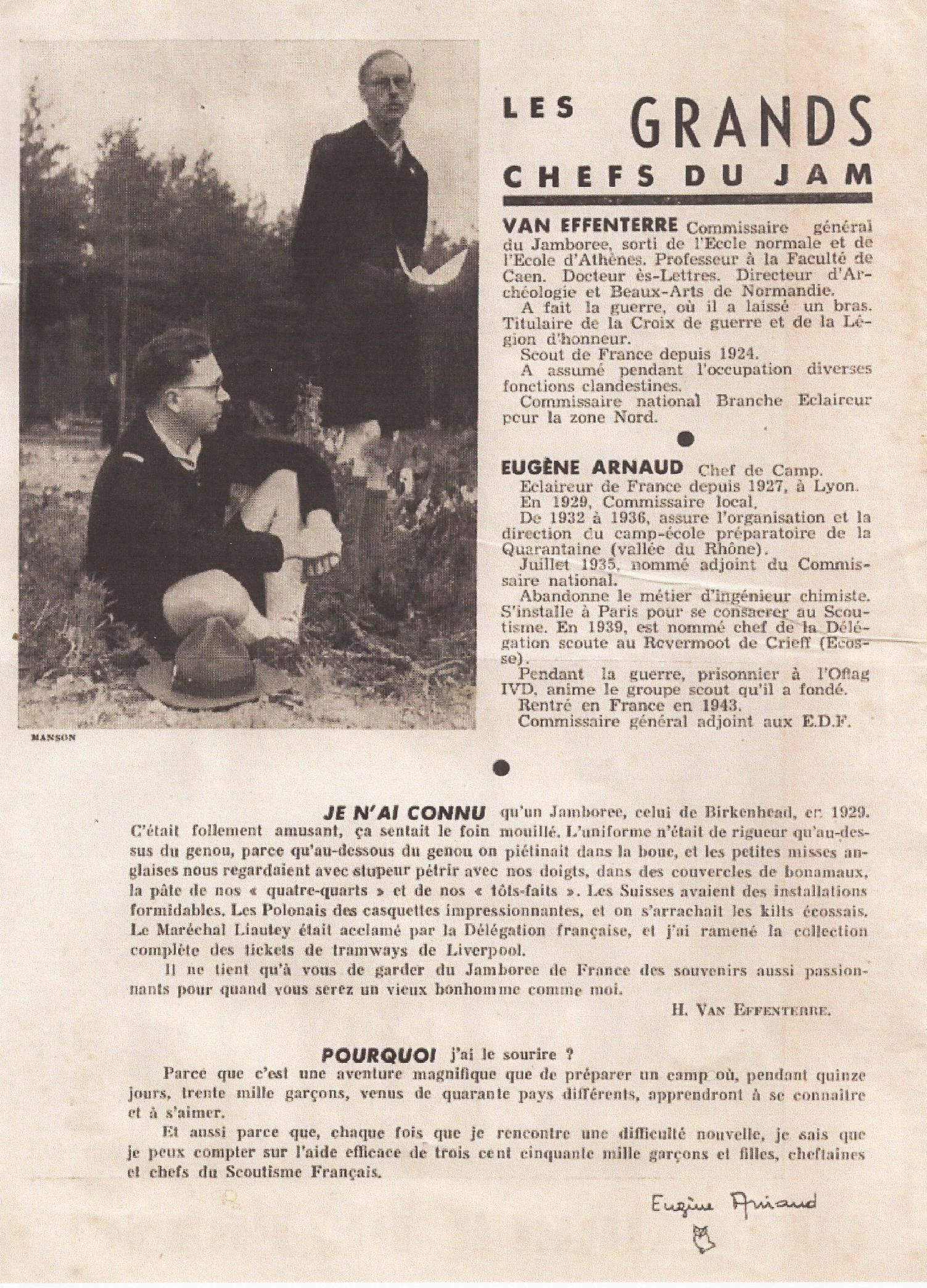
Les responsables

Historiquement, il était prévu que la France accueille le Jamboree en 1941, avant la Seconde Guerre mondiale. Du fait des événements, le Jam fut ensuite prévu pour 1946. Mais pour de multiples raisons (approvisionnements insuffisants, déplacements difficiles, priorités immédiates), il fut repoussé à l'année suivante.
En 1947, eut ainsi lieu le premier grand rassemblement d'après-guerre des scouts du monde. Ce jamboree sera appelé « Jamboree de la paix » et sera placé sous l'égide, le patronage du fondateur et chef éternel du Scoutisme, Lord Robert Baden-Powell, décédé à Nyeri au Kenya en 1941. 
Il rassembla 24 152 scouts à Moisson (70 nations représentées) et près de 40 000 campeurs y participèrent. En particulier 300 éclaireurs du scoutisme d'extension (spécialement adaptée aux jeunes ayant des besoins particuliers, notamment du fait de leur handicap physique ou mental) étaient présents, dont 80 à 100 étrangers.
Ce jamboree proposait à des garçons « venus de tous les coins du monde » d'être « unis et forts par l'amitié »,.
Les scouts allemands n'ont pas été invités officiellement à ce rassemblement par les organisateurs ; toutefois, une délégation de la Pfadfinderschaft Sankt Georg de Sarre était bien présente à ce rassemblement : « ils se rendent au Jamboree en tant que visiteurs ».

## Organisation du camp
Le camp se déroula à Moisson, dans une boucle de la Seine près de Mantes-la-Jolie dans les Yvelines. 
Son organisation nécessita la mobilisation de nombreux acteurs placés sous la direction du Commissaire général Henri Van Effenterre et du Chef de Camp Eugène Arnaud,. 
Soixante-dix pays provenant des cinq continents envoyèrent une délégation et, au total, 24 152 scouts furent présents à Moisson.
Parmi les réalisations on peut citer :
- la création d'une gare de chemin de fer spéciale pour le jamboree (Rosny-Jamboree)[10],
- la mise en place d'un petit train[11] qui faisant le tour du Jam qui s'étendait sur 600 ha,
- un appontement sur la Seine pour les scouts marins,
- un grand bureau de poste central international qui fonctionnait jour et nuit,
- un central téléphonique avec 40 standardistes femmes et hommes en uniformes,
- un hôpital de campagne, comprenant 200 lits,
- un journal quotidien,…
- au-delà du camp principal comprenant les délégations des différents pays, de nombreux sous-camps portaient le nom de régions françaises.

Il y eut aussi un grand défilé sur les Champs-Élysées à Paris devant le général de Lattre de Tassigny et une Conférence mondiale au château de Rosny.
Ce fut le premier (et pour l'instant le dernier) jamboree mondial organisé en France. Internationalement, ce « Jamboree de la Paix » est reconnu comme le plus marquant d'après guerre. 
L'ancien site du jamboree fait maintenant partie de la réserve naturelle régionale de la boucle de Moisson.

## Musée du Jamboree mondial de la paix à Moisson
Un musée a été créé par la ville de Moisson en 2007. 
Ce musée géré par l’Association « Moisson, le Ciel des Géants », sans but lucratif, a pour vocation de perpétuer la mémoire du Jamboree scout de 1947 dit « Jamboree de la Paix ».
En 2017, un rassemblement de près de 2 300 scouts est organisé pour célébrer le 70e anniversaire de ce jamboree,.